# Brocchinia rupestris
Brocchinia rupestris är en gräsväxtart som först beskrevs av Henry Allan Gleason, och fick sitt nu gällande namn av Bruce K. Holst. Brocchinia rupestris ingår i släktet Brocchinia och familjen Bromeliaceae. Inga underarter finns listade i Catalogue of Life.